# Dirk Bootsma
Dirk Bootsma (* 23. Mai 1936; † 5. Oktober 2020) war ein niederländischer Genetiker.

## Werdegang
Bootsma studierte Biologie an der Universität Utrecht und wurde 1965 an der Universität Leiden promoviert. Danach arbeitete er in der Abteilung für Zellbiologie und Genetik der Erasmus-Universität Rotterdam, an der er 1969 Professor für Genetik wurde. Anfang der 1970er Jahre, nach der Verfügbarkeit rekombinanter DNA-Technologie, befasste er sich  mit Genkartierung, wandte sich dann aber der DNA-Reparatur zu.
1982 entdeckte er mit seiner Gruppe die Ursache chronischer myeloischer Leukämie darin, dass zwei gebrochene Chromosomen (9 und 22) falsch repariert wurden, indem die Teile an das jeweils andere Chromosom gefügt wurden (Philadelphia-Chromosom).
Aus der Untersuchung der Erbkrankheit Xeroderma pigmentosum gelangen ihm neue Einsichten in die Nukleotidexzisionsreparatur. Ihm gelang es 1984 mit seiner Gruppe auch, das an der Reparatur beteiligte Enzym ERCC1 zu klonen.
1995 erhielt er den Louis-Jeantet-Preis mit Jan Hoeijmakers, der auch sein Nachfolger als Professor in Rotterdam war. Er war Mitglied der Königlich Niederländischen Akademie der Wissenschaften, der Academia Europaea und der European Molecular Biology Organization. 2000 erhielt er den Baschirotto Preis der Europäischen Gesellschaft für Humangenetik.